# 怪塔王
『怪塔王』（かいとうおう）は、海野十三が1938年（昭和13年）に発表したSF小説。怪塔王の正体は誰か、という点に読者の興味を持って行く一面もあり、推理小説の趣をも併せ持つ。

## 解説
『東日小学生新聞』にて1938年4月8日から12月4日まで連載。挿絵は梁川剛一。海野にとって初の新聞小説の長期連載である。
物語の最後に怪塔王がユダヤの秘密結社の一員だと明らかにされるシーンがあるが、三一書房刊行の『海野十三全集』及びそれを底本にした青空文庫版ではカットされている。
また、『別冊少年サンデー』1963年春季号には、舞台を掲載当時に翻案したもの（文：上笙一郎）が読み切りとして掲載された。

## あらすじ
ある夏の日、中学生の一彦と妹のミチ子は九十九里浜で汐ふきのような顔をした老人と出会う。その夜、日本海軍の最新鋭戦艦「淡路」が九十九里浜沖の浅瀬に座礁し、鋼鉄のマストが溶けて曲がるという怪事故が発生。一彦と探偵帆村荘六は、丘の上に建つ奇妙な塔にいる汐ふき顔の老人、すなわち「怪塔王」なる人物が怪しいと見て塔に潜入する。実はこの怪塔はロケットで、淡路の攻撃を磁力砲ではね返し、飛び去った。淡路を遭難させたのも磁力砲の力であった。一彦は脱出し、帆村の指示に従って海軍の塩田大尉と共に、淡路の事故調査に協力を依頼した大利根博士の邸宅に行く。博士はおらず、奇妙な機械があった。それは博士が発明した「あべこべ砲」で、相手がどんな兵器で攻撃をしても、その弾丸や磁力は撃った自分自身の方に返って行くというものであった。大利根博士の家には、あたかも博士が怪塔王に連れ去られたかのような痕跡があったが、一彦は、それは偽装で、大利根博士が怪しい、と疑いを抱く。
日本軍は、日本の軍事力を破壊しようとする怪塔王の企てを阻止するため偵察機を飛ばし、そのうちの1機が怪塔王のロケットを発見するが、反撃を受けて、搭乗していた青江は死亡、もう一人の小浜兵曹長は生存するも、機は無人島に不時着を余儀なくされる。しかしその無人島には怪塔王の基地があった。一方、帆村は怪塔の中で怪塔王の顔が精巧に作られた仮面であることを知り、取り押さえようとするが逆に反撃されて捕まってしまう。怪塔王は無人島でロケット部隊を完成させており、いよいよアジアや太平洋制覇に乗り出すそうとするが、小浜兵曹長の連絡で、あべこべ砲を装備した日本軍秘密艦隊の攻撃を受け、自慢のロケット部隊は発射した磁力砲が自分の方にはね返されて壊滅。帆村らに追い詰められた怪塔王はついに正体を暴かれる。それは大利根博士であった。博士はロケットで逃亡を図るが、あべこべ砲にやられて爆死した。

## 登場人物
一彦（かずひこ）
中学1年生。小さい時に両親と死別し、妹と共に帆村に引き取られる。
ミチ子
一彦の妹。
帆村荘六（ほむらそうろく）
理学士兼探偵。一彦・ミチ子のおじ。座礁した軍艦「淡路」を調査に来て、それが怪塔王の仕業とにらんで塔に潜入し、怪塔王と対決する。
塩田（しおた）大尉
「淡路」の検察隊隊長。
小浜（こはま）兵曹長
勇猛果敢で腕っ節も強い海軍下士官。
青江（あおえ）三等航空兵曹
小浜の部下。勇敢で忠実な下士官。怪塔王のロケット追跡で戦死する。
大利根（おおとね）博士
日本一の科学者と同時に日本一の変わり者と称される人物。
怪塔王（かいとうおう）
九十九里浜に建つ怪塔の主。様々な超兵器を発明して日本海軍を苦しめる。汐ふきのような仮面を被り、アジアや太平洋を支配しようともくろむ。

## 評価
山本弘は『トンデモ本の世界W』（と学会 楽工社 2009年）の中で海野十三及びこの作品を紹介し、海野が多くの作品の中で時代をはるかに先んじた独創性や想像力を発揮している一面で、「怪塔王」では子供だまし的な描写や帆村の行動の間抜けな点、怪塔王の笑いを誘うような言葉づかいなどで作品のドラマ性が台無しになっているといった主旨のことを書いている。ただし、作品そのものを否定しているわけではなく、楽しめる内容であるという立場をとっている。